# Burton (Michigan)
Burton ist die zweitgrößte Stadt in Genesee County im Bundesstaat Michigan der Vereinigten Staaten und ein Vorort von Flint (Michigan). Das U.S. Census Bureau hat bei der Volkszählung 2020 eine Einwohnerzahl von 29.715 ermittelt.

## Geografie
Laut dem United States Census Bureau hat die Stadt eine Landfläche von 60,8 km 2.

## Geschichte
Als erster weißer Siedler in der Gegend gilt Levi Gilkey, der am 11. Mai 1831 Land in der Nähe der Mündung des Gilkey Creek (heute ein Teil von Flint) erwarb und sich dort niederließ. Im Jahre 1833 wurde Burton Teil des Grand Blanc Township. Viele der ursprünglichen Siedler von Burton kamen aus den Städten Adams und Henderson in Jefferson County, New York. Viele Jahre war der Ort als Atherton bekannt, benannt nach den Brüdern Schubael und Perus Atherton, die sich im Jahre 1835 beim Thread Creek niederließen.
Die Stadt war ursprünglich als Burton Township organisiert, benannt nach John Burton, einem prominenten örtlichen Farmer. Burton Township war zunächst ein Teil des Grand Blanc Township, das dann im Jahr 1836 Flint Township wurde. Der nördliche Teil von Burton war Teil des Kearsley Township zusammen mit dem südlichen Teil von Genesee Township von 1839 bis 1843, als die Gemeinde wieder im Flint Township eingemeindet wurde.
Als Flint als Stadt eingetragen wurde, wurde das Burton Township laut Beschluss des Genesee County Gemeinderats vom 12. Oktober 1855 vom Flint Township getrennt. Die erste Gemeinderatssitzung fand erst am 7. April 1856 statt. Das Datum gilt manchmal als das Gründungsdatum der Stadt. Im Laufe der Jahre wurden große Teile der nördlichen und westlichen Seite der Gemeinde der Stadt Flint zugeordnet. Am 16. Mai 1972 stimmten die Township-Bewohner für die offizielle Eintragung und die Stadt Burton wurde am 1. Juli 1972 gegründet.

### Demografische Daten
Laut der Volkszählung von 2000 lebten in der Stadt 30.308 Menschen in 11.699 Haushalten und 8.165 Familien. Die Bevölkerungsdichte betrug 498,6/km 2. Es gab 12.348 Wohneinheiten mit einer durchschnittlichen Bebauungsdichte von 203,1/km2.
In den 11.699 Haushalten lebten in 35,0 % der Fälle Kinder unter 18 Jahren. 51,8 % lebten als Ehepaare zusammen, 12,8 % hatten einen weiblichen Haushaltsvorstand ohne Ehemann und 30,2 % waren keine Familien. 25,3 % aller Haushalte waren Singlehaushalte und in 9,0 % lebten Menschen, die 65 Jahre oder älter waren. Die durchschnittliche Haushaltsgröße betrug 2,58 und die durchschnittliche Familiengröße lag bei 3,08 Personen.
27,4 % der Bevölkerung der Stadt war unter 18 Jahre alt, 8,4 % waren 18 bis 24 alt, 32,0 % waren 25 bis 44 alt, 21,0 % war 45 bis 64 alt und 11,2 % waren 65 Jahre oder älter. Das Durchschnittsalter betrug 35 Jahre. Auf 100 weibliche Personen kamen 95,8 männliche Personen. Auf 100 Frauen im Alter von 18 Jahren kamen 92,7 Männer.
Das jährliche Durchschnittseinkommen eines Haushalts in der Stadt betrug 44.050 USD, das Durchschnittseinkommen einer Familie betrug 50.332 USD. Männer hatten ein Durchschnittseinkommen von 41.433 USD gegenüber 27.601 USD bei Frauen. Die Pro-Kopf-Einkommen für die Stadt betrug 20.548 USD. Etwa 5,5 % der Familien und 8,7 % der Bevölkerung lebten unterhalb der Armutsgrenze, davon 8,6 % Jugendliche unter 18 Jahren; 9,5 % gehörten zur Altersgruppe 65 Jahre oder älter.